# Northwest Africa 7533/7034
NWA 7533/7034, Black Beauty
«  Black Beauty (météorite) » redirige ici. Pour les autres significations, voir Black Beauty (homonymie).
Northwest Africa 7533/7034 (abrégé en NWA 7533/7034) rassemble deux météorites martiennes, NWA 7533 et NWA 7034, attribuées au même météoroïde, et considérées en conséquence comme deux fragments d'une même météorite. Malgré le fait qu'elle provienne de Mars, elle ne se classe dans aucune des trois catégories existantes pour ce type de météorites.
Son âge est estimé à 4,4 milliards d'années, ce qui en fait la plus ancienne météorite martienne découverte à ce jour. À cause de ses particularités et de sa découverte en Afrique du Nord, NWA 7034 a été surnommée Black Beauty (« Beauté noire »).

## Histoire
NWA 7034 (NWA pour Northwest Africa, « Afrique du Nord-Ouest ») est découverte en 2011 au Maroc, près de Bir Anzarane. NWA 7533 est découverte à proximité en juin 2012 par le chasseur de météorites Luc Labenne, et rapidement identifiée comme de composition et texture identiques à celles de NWA 7034. Son âge est estimé à 4,4 milliards d'années. Par la suite, 15 autres météorites plus petites ont été ajoutées à la paire, provenant elles aussi du même météoroïde, pour une masse totale (avec NWA 7533/7034) de 941 g.

## Caractéristiques physiques
NWA 7034 est une brèche qui contiendrait plus de 10 fois la quantité d'eau jamais trouvée dans une météorite provenant de Mars. Cette dernière proviendrait d'un océan qui existait sur la surface de Mars au moment de l'expulsion de la météorite. La présence d’eau dans la météorite a pu provenir d'une source volcanique ou d'un aquifère proche de la surface, ce qui laisse croire qu’il y avait de l’eau sur Mars lors de sa formation, qui daterait de plus de 2 milliards d'années et se serait produite pendant l'ère de l'Amazonien.
L'analyse isotopique de l'uranium, du thorium et du plomb dans des zircons extraits de NWA 7034 et NWA 7533 a permis de mettre en évidence deux épisodes d'altération par de l'eau liquide : un premier entre  1,7 et 1,5 milliard d'années, déjà identifié dans d'autres météorites martiennes, et un second beaucoup plus récent : entre 227 et 56 millions d'années (Amazonien tardif). La découverte d'eau liquide dans un passé aussi proche implique que Mars a pu avoir de l'eau en sub-surface pendant quasiment toute son histoire, au moins localement, et que c'est peut-être encore le cas de nos jours,.
Andrew Steele, du Carnegie Institution, a affirmé que les analyses du carbone montrent également que la météorite a subi une seconde transformation à la surface de Mars, ce qui explique la présence de macro-molécules de carbone organique.
Toujours selon lui, il s'agit de la météorite martienne la plus riche géochimiquement jamais trouvée. Encore aujourd'hui, les analyses se poursuivent dans le but de découvrir d’autres surprises.
NWA 7533 est la première météorite martienne à présenter des zircons formés dans la croûte de Mars. Ceux-ci ont été cristallisés il y a 4,4 milliards d'années. Ce qui indique que la croûte martienne s'est solidifiée très tôt, aussi tôt que celle de la Lune et de la Terre. Lors de sa formation, elle contenait déjà des éléments dits sidérophiles.